# The Click Five
The Click Five – amerykański zespół muzyczny wykonujący muzykę rockową. Zespół powstał w 2003 roku w Bostonie w stanie Massachusetts. Członkowie grupy poznali się na uczelni Berklee School of Music, gdzie wcześniej współpracowali z lokalnymi zespołami rockowymi.
W 2004 roku grupa dała swój pierwszy koncert. Rok później ukazał się debiutancki album The Click Five zatytułowany Greetings from Imrie House. Album został nagrany w QDivision Studios w Somrville we współpracy z producentem Mikiem Denneenem. Zespół wkrótce potem odbył światową trasę koncertową występując m.in. w Singapurze, Malezji, Japonii oraz Wielkiej Brytanii.
W 2006 roku grupę opuścił jej wokalista Eric Dill, którego zastąpił Kyle Patrick, z którym w składzie grupa nagrała swój drugi album zatytułowany Modern Minds and Pastimes, który ukazał się w 2007 roku. W sierpniu 2008 roku grupa otrzymała nagrodę Knockout Award podczas MTV Asia Awards 2008 w Genting Highlands w Malezji.
Zespół w 2007 zagrał w filmie Przebojowe Porwanie, gdzie zagrali popowy zespół 5 Leo Rise (grał jeszcze Eric Dill)

## Muzycy

### Obecny skład zespołu
- Kyle Patrick – śpiew, gitara
- Joe Guese – gitara, gitara basowa
- Ethan Mentzer – gitara basowa, chórki
- Ben Romans – pianino, chórki
- Joey Zehr – perkusja, chórki

### Byli członkowie zespołu
- Eric Dill – śpiew, gitara (2003 – 2006)

## Dyskografia

### Albumy
- 2005 Greetings from Imrie House
- 2007 Modern Minds and Pastimes
- 2010 TCV
- 2012 Crush, Kill And Obey

### Single
- 2005 Angel To You (Devil To Me)
- 2005 Just the Girl
- 2005 Catch Your Wave
- 2006 Pop Princess
- 2006 Say Goodnight
- 2006 Voices Carry
- 2007 Jenny
- 2007 Happy Birthday
- 2007 Empty
- 2008 Flipside
- 2008 Summertime
- 2009 I Quit! I Quit! I Quit!
- 2010 The Way It Goes
- 2010  Don't Let Me Go